# سوزی باتکوویچ
سوزی باتکوویچ (انگلیسی: Suzy Batkovic؛ زادهٔ ۱۷ دسامبر ۱۹۸۰) بازیکن بسکتبال اهل استرالیا است.
از باشگاه‌هایی که در آن بازی کرده‌است می‌توان به مؤسسه ورزشی استرالیا اشاره کرد.
وی در مسابقات کشوری و بین‌المللی در مجموع برندهٔ ۲ مدال نقره، ۱ مدال برنز شده‌است.